# Les Forestiers du Michigan
 (novembre 2015).
Si vous disposez d'ouvrages ou d'articles de référence ou si vous connaissez des sites web de qualité traitant du thème abordé ici, merci de compléter l'article en donnant les références utiles à sa vérifiabilité et en les liant à la section « Notes et références ».
 (novembre 2015).
Les Forestiers du Michigan est un roman de Gustave Aimard et Jules Berlioz d'Auriac paru en 1879.

## Résumé
En 1764, par une nuit enneigée dans une forêt près du lac Érié, Basil, un forestier yankee, croise la route de Horace, un homme qu'il avait rencontré deux ans auparavant. Alors qu'ils avancent, Basil entend un gémissement et ils découvrent une jeune Indienne blessée. Bien que celle-ci leur demande de partir, ils décident de l'emmener avec eux.
Cependant, lorsque Basil se réveille, la jeune femme, prénommée Mariami, a disparu. Peu de temps après, Horace est attaqué et blessé par des Indiens, laissant Basil seul à poursuivre sa route vers le fort Presqu'île. L'été suivant, un homme nommé Christie raconte à Basil qu'il a aperçu Horace en compagnie de Balkblak, un chef Ottawa. Peu de temps après, Horace et Balkblak arrivent au fort.

Basil décide de partir en canot sur le lac Érié pendant la nuit, mais il est capturé par les Français. Parvenant à s'évader, il retrouve Mariami, qui l'avertit que le fort va être attaqué. Basil s'y précipite, mais Horace quitte les lieux. Les Français et les Indiens attaquent et détruisent le fort. Après la bataille, Mariami révèle que Horace a été tué et que Balkblak souhaitait qu'elle l'épouse. Finalement, c'est avec Basil qu'elle se marie.